# Famille de Hattstatt
La famille Hattstatt (ou Hadtstatt ou Hadistat) est une famille noble, puissante et l'une des plus riches de la Haute-Alsace qui apparaît vers le XIIe siècle.

## Histoire

### La construction d'un château dès leXIIesiècle
Cette famille est originaire du village alsacien de Hattstatt dans le Haut-Rhin et commençait à s'illustrer vers le XIIe siècle. L'existence de la famille des Hattstatt est attestée dès 1188 au cours d'un procès que le fils de Conrad Wernher a avec la commune de Morswiller (Morschwiller). Cette famille descendait rarement dans la vallée des alentours et vivait seule coupée de la population.
Conrad Wernher fut un redoutable guerrier et renommé par la rudesse et l'inhospitalité de son caractère. Il fut investi dans la dignité de Landvogt par Rodolphe de Habsbourg. Il était parti, atteste Jacques Bretel dans son Tournoi de Chauvency, (avec 100 cavaliers d'élite) au côté de ce roi d'Allemagne  pour combattre le roi Otakar ou Ottokar II de Bohême, vaincu et tué lors de la bataille de Dürnkrut.
Il fit construire un château au lieu-dit le Barby à 826 mètres d'altitude, à l'entrée de la vallée de Saint-Grégoire qui reste dans la famille jusqu'à la fin du XVIe siècle. Il subit avec le temps plusieurs assauts. En 1466 il est incendié et son donjon abattu. Les successeurs des Hattstats, les Truchsess de Rheinfelden vendent ensuite une partie des matériaux du château en ruine à la ville de Colmar. Conrad Wernher finit ses jours en 1283 sous l'habit de l'ordre Teutonique.

### Cette famille est divisée en plusieurs branches
Après lui on trouve les Hattstatt qui se divisèrent en plusieurs branches. On les trouve dans toute l'Alsace, à Kaysersberg, Guebwiller, Sélestat, Herrlisheim et même à Strasbourg. Depuis 1285 ils étaient propriétaires de la cour franche de Kaysersberg. Au XVIe siècle la propriété passe entièrement sous leur contrôle à titre de fief impérial. Vers 1285 ils acquièrent du duc de Lorraine Ferry les lacs et terres de Gérardmer et de Xonrupt-Longemer.
En 1294 on trouve un certain Conrad de Hattstatt qui se vit contraint d'abandonner à l'évêque de Strasbourg tous ses biens qu'il avait dans le village qui porte son nom. Ses descendants ne possédaient plus qu'un château situé sur l'emplacement de la cure actuelle. Plus tard cette famille fut investie du château de Barbenstein, ou Haut-Hattstatt. Vers 1460 elle retrouva les biens du village de Hattstatt. Au XIe siècle cette famille possédait le village de Thanvillé qu'elle gardera jusqu'au XVe siècle.

### Des biens considérables sont attribués à cette famille
Cette noble famille possédait des biens considérables qui leur avaient été donnés par les évêques de Strasbourg, les empereurs d'Allemagne et les ducs de Lorraine. Les Hattstatt faisaient partie de l'ancienne chevalerie de Lorraine et possédèrent pendant très longtemps des fiefs lorrains. On connaît entre autres Werner et Conrad, dit Gutman, chevaliers qui le 12 janvier 1312 donnent au monastère de Marbach tous leurs droits et droits de patronage de l'église de Herrlisheim et de la chapelle d'Obermorschwihr. Le 15 février suivant, l'évêque de Bâle, Gérard de Wippens approuve cette donation par un acte rédigé en termes identiques mais non muni du consentement du chapitre de l'église cathédrale. Le 24 avril de la même année cette donation est ratifié par le pape Clément V. En 1314, ils tenaient la moitié du village de Sulcebach  aujourd'hui Soultzbach-les-Bains et dès 1381 à la mort du dernier de la famille des Eckerick la moitié du château d'Échéry qui se dressait sur un pic rocheux du Petit Rombach dans le village de Sainte-Croix-aux-Mines.

### Les Hattstatt sont sous-voués du duc de Lorraine
En 1401 les Hattstatt reçurent en fief la partie lorraine du Val de Lièpvre et devinrent par la même occasion protecteur du prieuré de Lièpvre avec l'approbation de la puissante abbaye de Saint-Denis qui en était le véritable propriétaire. En 1404 ils reçurent également la moitié de la Bresse. À partir de 1457, ils obtenaient du duc de Lorraine la moitié du village de Zimmerbach composée de 6 maisons et d'une rente de 2 florins, plus cinq mesures de vin. Vers 1507, ils reçurent en outre la moitié de la tour de Reichenberg avec les personnes qui habitaient entre ce château et le village de Bergheim, ainsi que le droit de patronage sur l'église Saint-Pierre, près de Bergheim, plus la moitié de Geroldsee (Gérardmer) et de Langsee (Xonrupt-Longemer). Antoine de Hattstatt de Villé reçut du duc Charles de Lorraine à perpétuité jusqu'à sa mort, la ville et le château de Saint-Hippolyte. Antoine de Hattstatt fera du duc de Lorraine son héritier direct. Le duc Antoine octroya vers 1503 à Jacob de Hattstatt six journaux de vignes au ban de Riquewihr, trois journaux de vignes au ban de Hunawihr et une rente en vins dans cette même commune ainsi qu'à Ribeauvillé. Le duc lui accordera également une rente de 40 gelines (poules) à Ribeauvillé. Malgré l'importance des fiefs que reçurent les Hattstatt des ducs de Lorraine, ils ne furent pas toujours de fidèles vassaux. Si en 1331, nous voyons Wernher promettre son appui à Elisabeth de Lorraine contre Jean d'Échéry et en 1344 Henry et Martin aider le duc de Lorraine Rodolphe contre l'évêque de Metz et le duc de Bar, il faut constater qu'il y eut souvent des hostilités sérieuses entre le suzerain et ses vassaux. Tout en se reconnaissant vassaux de Lorraine pour certains fiefs, les Hattstatt prétendaient souvent tenir ces mêmes fiefs directement des empereurs. C'est le cas pour notamment pour les villages de Zimmerbach et Thanvillé et des terres situées dans le Val de Lièpvre.
En 1361, ils obtinrent des archiducs d'Autriche le château de Bilstein et le village de Bassemberg. Ils préservèrent ce fief pendant deux siècles.
En 1377 les Hattstatt sont chargés par le prieuré de Lièpvre et l'abbaye de Saint-Denis de défendre les biens qu'ils possèdent dans la vallée de la Lièpvrette. Ils jurent sur les reliques des saints de protéger le prieuré et d'y maintenir les intérêts des moines. Les Hattsttats gardèrent le Val de Lièpvre jusqu'à la mort de Nicolas de Hattstatt en 1587. Le bailliage de Lautenbach qui appartenait aux Habsbourg est cédé dès le XIIIe siècle aux nobles de Hattstatt.

## Armes
: armoiries de Conrad Warnier et de Conradin, son fils, décrites et peintes dans les pages du Tournoi de Chauvency (manuscrit d'Oxford).

### Fonds d'archives
Les archives de Meurthe-et-Moselle conservent un certain nombre de documents sur les rapports avec la famille Hattstatt et le Val de Lièpvre sous la côte : Layette Hattstatt B.739-740